# Nepherites II
Nepherites II of Nefaarud II was de farao van Egypte in 379 v.C., waar hij slechts vier maanden regeerde alvorens afgezet te worden.. Hij volgde zijn overleden vader Achoris op. Hij was de vierde en laatste farao van de 29e dynastie en werd afgezet en vermoedelijk vermoord door Nectanebo I. Deze laatste was wellicht een afstammeling van de grondlegger van de 29e dynastie, Nepherites I, en maakte dus aanspraak op de troon. Bij het afzetten van Nepherites II luidde hij het einde van de 29e dynastie en het begin van de 30e dynastie in.
Nepherites II is enkel bekend uit literaire bronnen, onder andere bij de Egyptische historicus Manetho. Tot dusver is nog geen enkel monument gevonden dat zijn naam draagt.